# Hibiscus quattenensis
Hibiscus quattenensis är en malvaväxtart som beskrevs av Anthony G. Miller. Hibiscus quattenensis ingår i Hibiskussläktet som ingår i familjen malvaväxter. Inga underarter finns listade i Catalogue of Life.